# 東求女塚古墳
東求女塚古墳（ひがしもとめづかこふん）は、兵庫県神戸市東灘区住吉宮町にある古墳。形状は前方後円墳。史跡指定はされていない。
菟原処女の伝説に登場する茅渟壮士（ちぬおとこ）の墓と伝えられるが、実際にはこのあたりの豪族のものとみられる。

## 概要

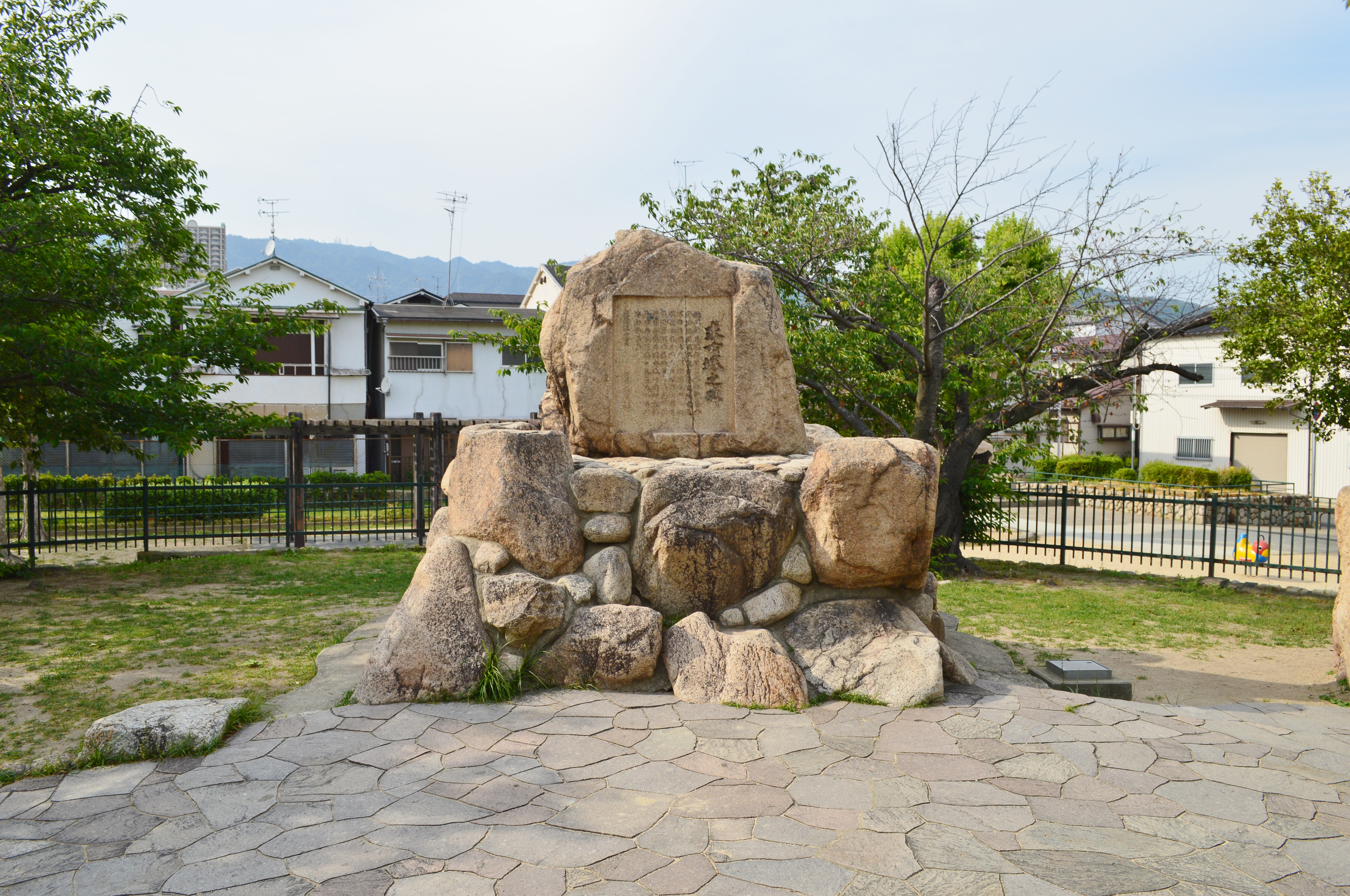
東求女塚之碑

元々民有地であったため、墳丘は崩されて原型を留めていない。現在は西側の前方部が神戸市立遊喜幼稚園の敷地、東側の後円部が求女塚東公園となり、円形の墳丘残土を岩で囲んだ上に「東求女塚之碑」が立てられている。
元々の大きさは、1883年（明治16年）刊の『住吉村地誌』によれば「封土の高さ一丈、周囲八四七間、積面一反四畝二十七歩」とあり、全長80メートル、前方部の幅42メートル、長さ42メートル、後円部の直径47メートルと推計される。1872年（明治5年）の発掘調査などで、6面の銅鏡（うち4面は三角縁神獣鏡）、勾玉、大刀、碧玉製の車輪石などが出土した。
1982年（昭和57年）9月に行われた北西側前方部コーナーの発掘調査では、葺石と周溝が確認され、埴輪は確認されていないが須恵器・土師器などが出土した。

三角縁唐草文帯四神四獣鏡（複製） 原品は東京国立博物館蔵。神戸市立博物館企画展示時に撮影。

## 沿革
民有地であったため、土地の所有者が転々とし、墳丘盛土の一部が削られて畑や家の壁土にされたほか、阪神電鉄開通の際に住吉川を越えるための勾配作りの路線工事のために土を取るなどして、古墳は崩されていた。
人々の間でこれが問題となり、また名勝史跡調査としてその筋からの達もあって、村会協議会の結果、1904年（明治37年）1月に反高林村有地と交換。西側の前方部盛土を取られた土地は花六が借りて花卉園とし、東側の後円部盛土を残す部分は住民の塵捨場の観となって残された。1915年（大正4年）に至って、所在地である住吉村仲区の住民一同により幾分土を加えて石垣を積み、上に梅・松・楓20数本を植えて風致を良くして記念碑を立てた。遊喜園（現在の神戸市立遊喜幼稚園）が1918年（大正7年）9月に久原房之助により開設され、園庭の東端に保存される事となる。
| 「 | 求女塚之碑 鳩不能忘倭樹短草鴫不能忘水澤沼地國民不能出歷史外也是以古蹟保存者獨非保存國粹而已也永使月睹於古以發揮國民性能厚報本反始念可養成旺盛愛國心也此地古來以求女之塚名而其蹟荒廢日久矣依加工以存於後昆焉 訓導森川選書 大正四年十一月 | 」 |